# И
И, и (en cursiva: И, и) és una lletra present a la majoria dels alfabets ciríl·lics, tant moderns com arcaics. Representa típicament el so /i/ (en protoeslau, eslau eclesiàstic, rus, búlgar, serbi i macedònic) o /ɪ/ (en ucraïnès, així com en algunes posicions en el modern eslau eclesiàstic i rus). A l'antiguitat, al sistema numeral ciríl·lic, aquesta lletra tenia el valor numèric de vuit (8).

## Orígens
Sembla una versió inversa de la N majúscula de l'alfabet llatí, però fou derivada de la lletra eta de l'alfabet grec (H, η), pronunciada /ɛː/ en grec antic i /i/ en grec modern.
Al primer alfabet ciríl·lic pràcticament no hi havia cap distinció entre les lletres И i I, derivades de les lletres gregues η (eta) i ι (iota) i el motiu pel qual ambdues van romandre en el repertori alfabètic fou que representaven nombres diferents en la numeració ciríl·lica, vuit i deu respectivament, motiu pel qual de vegades se'ls anomena I octal i I decimal. Avui dia coexisteixen en eslau eclesiàstic (sense cap diferència fonètica) i en ucraïnès (amb una diferència fonètica). D'altres ortografies eslaves eliminaren una de les dues lletres durant les reformes dels segles xix i xx: el rus, búlgar, serbi i macedònic tenen només la И, mentre que el belarús només en té la I.

## Ús
És la desena lletra de l'alfabet rus i en rus es pronuncia /i/, com la i de màquina. Tot i que quan es troba sola no va precedida de la semivocal "iod" /j/, com sí que ocorre amb altres vocals febles (e, ë, ю i я), en rus és considerada la corresponent vocal feble de ы, que representa el so /ɨ/ (a la llengua ucraïnesa i belarussa, el so /i/ es representa amb la lletra I, i de vegades és anomenada "I ucraïnesa").
La lletra и és l'onzena lletra de l'alfabet ucraïnès i en ucraïnès representa el so /ɪ/, com en la paraula: immortal. La llengua belarussa ha prescindit per complet de la lletra и, però conserva la seva versió curta: la lletra й (I krátkoie: I curta), que s'usa també en rus i en la majoria de les llengües abans citades, tot i que d'altres com el serbi i el montenegrí l'han reemplaçat per una J.
Comunament és transliterada del rus o de l'ucraïnès simplement com i, emprant diferents sistemes de romanització.
Les lletres и i я s'empren en la tipografia del fals ciríl·lic, un estil tipogràfic emprat en diversos contexts per a recrear una atmosfera eslava.

## Taula de codis
| Codificació de caràcters | Tipus     | Decimal | Hexadecimal | Octal  | Binari              |
| ------------------------ | --------- | ------- | ----------- | ------ | ------------------- |
| Unicode                  | Majúscula | 1048    | 0418        | 002030 | 0000 0100 0001 1000 |
| Unicode                  | Minúscula | 1080    | 0438        | 002070 | 0000 0100 0011 1000 |
| ISO 8859-5               | Majúscula | 184     | B8          | 270    | 1011 1000           |
| ISO 8859-5               | Minúscula | 216     | D8          | 330    | 1101 1000           |
| KOI 8                    | Majúscula | 233     | E9          | 351    | 1110 1001           |
| KOI 8                    | Minúscula | 201     | C9          | 311    | 1100 1001           |
| Windows 1251             | Majúscula | 200     | C8          | 310    | 1100 1000           |
| Windows 1251             | Minúscula | 232     | E8          | 350    | 1110 1000           |